# Vicorto
Vicorto es una pedanía española perteneciente al municipio de Elche de la Sierra en la provincia de Albacete, dentro de la comunidad autónoma de Castilla-La Mancha. Se encuentra en la mancomunidad de la Sierra del Segura y dista a 4 km de la cabecera municipal y a 106 km de la capital provincial. Está ubicada a 3 km del río Segura, formando parte de la vega con un enclave singular.
Se accede a ella a través de la CM-3257, la carretera que une Elche de la Sierra y Férez.
Según el INE, en el 2021 contaba con 129 habitantes.
La pedánea de la aldea es Lucía Nieto.

## Historia
Las primeras noticias que se tienen de Vicorto datan del periodo de romanización de la zona entre el II a. C. y el V d. C.
En el siglo XIII, concretamente en 1242, se introdujo la Orden de Santiago en el Reino de Murcia, por la cuenca alta del río Segura, y fue Pelayo Pérez Correa, Maestre de Santiago, el que mayor esplendor dio a la Orden, en compañía Gil Gómez Do Vinhal (noble portugués y pariente suyo), cuando conquistó los castillos de Buycorto (Vicorto) y Gutta (Villares), hasta ese momento en manos musulmanas. El 31 de mayo de 1243, D. Gil Gómez a cambio de la encomienda de Paracuellos renuncia en Murcia a sus castillos, entre los que se encontraban el de Gutta (Villares) y Buycorto (Vicorto) a favor de la Orden de Santiago. De esta forma, ambas aldeas pasan a formar parte de la Encomienda de Suqubus (Socovos), centralizando así las posesiones santiaguistas de la zona.
A lo largo de los siglos XV-XVI fueron frecuentes los enfrentamientos entre las encomiendas santiaguistas de la zona.
En 1829, Elche de la Sierra pasa a ser Alcaldía Real, para más tarde constituirse como ayuntamiento independiente. No obstante, no será hasta 1838 cuando, mediante una Real Orden, se incorporen las aldeas de Gutta (Villares) y Buycorto (Vicorto), que hasta entonces pertenecían a la Villa de Letur, al término municipal de Elche de la Sierra.
En 1845 Molinicos se constituyó finalmente como municipio independiente, quedando finalmente Elche de la Sierra en posesión de las aldeas de Vicorto, Villares, Gallego, Peñarrubia, Fuente del Taif y Puerto del Pino.

## Demografía
| 2000 | 2001 | 2002 | 2003 | 2004 | 2005 | 2006 | 2007 | 2008 | 2009 | 2010 | 2011 | 2012 | 2013 | 2014 | 2015 | 2016 | 2017 | 2018 | 2019 | 2020 | 2021 |
| 205  | 205  | 203  | 196  | 192  | 188  | 172  | 169  | 164  | 169  | 163  | 166  | 161  | 155  | 151  | 145  | 141  | 129  | 132  | 124  | 130  | 129  |

## Fiestas

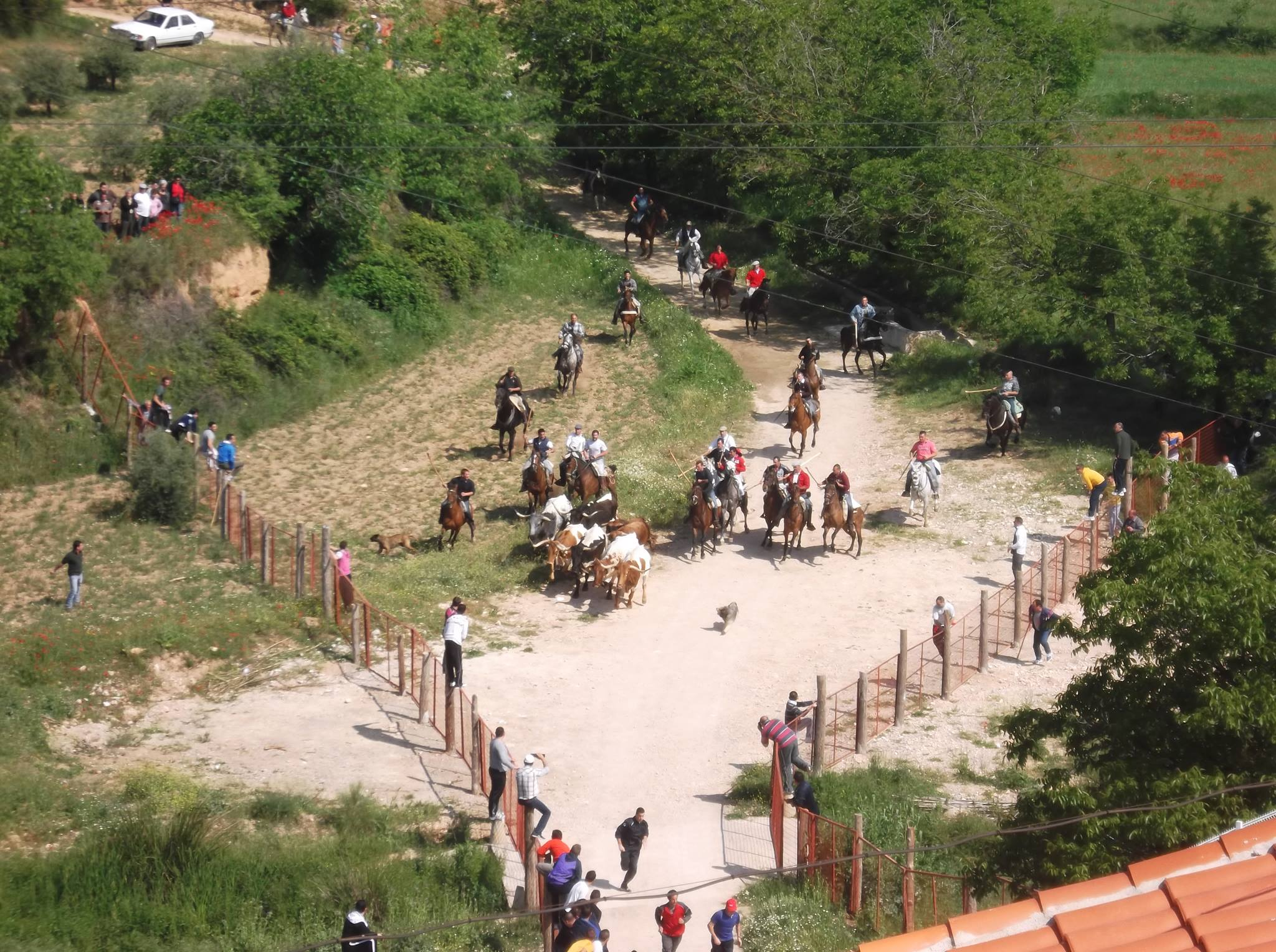
Vereda de reses durante las fiestas populares de mayo

La fiestas populares del pueblo se celebran el primer fin de semana de mayo. El viernes se celebran las carrozas, donde las distintas peñas se disfrazan y optan a premio, además se reparten rollos y cuerva entre los visitantes. El sábado tiene lugar el clásico encierro de toros, tanto por la mañana como por la tarde. A lo largo del fin de semana también hay verbenas, espectáculos piroténicos y se celebran diferentes competiciones populares (carreras, competición de petanca), etc. 
El 15 de agosto se celebran las fiestas patronales en honor a Nuestra Señora de la Asunción.

### Otras festividades
- San Antón

Se celebra la víspera del 16 de enero al anochecer donde se quema "lo viejo" y ramas de romero. Un dicho famoso es "San Antón Bendito que nos guarde los animalicos".
- Santa Lucía

Se celebra la víspera del 12 de diciembre donde se queman las famosas luminarias y los vecinos de la pedanía se organizan para cenar en las calles. Un dicho famoso es "Santa Lucía bendita que nos guarde la vista".